# Файрстоун, Гарви Самуэл
Гарви Самуэл Файрстоун (20 декабря 1868, Колумбиана — 7 февраля 1938, Майами-Бич) — американский предприниматель, основатель компании по производству огнеупорных шин. Друг и компаньон Генри Форда.

## Биография
Файрстоун родился в доме на семейной ферме, в городке Колумбиана (Огайо), вторым из трёх детей от Бенджамина Файрстоуна, фермера, и А. Катарины Фликенгер. Предками Файрстоуна были немецкие эмигранты под фамилией Файерштейн.
Закончив Колумбийский университет, Файрстоун работал в вагонопроизводящей компании в Коламбусе, Огайо, до основания в 1890 году своей собственной компании, производящей резиновые шины для вагонеток. В 1895 году женился на Изабелле Смит. У них было 6 детей: Гарви С., Дж. Рассел Алан, Леонард, Раймонд, Роджер Стэнли и Элизабет. В 1904 году Файрстоун присоединился к Генри Форду для производства резиновых покрышек для новых автомобилей.
Содружество Форд-Файрстоун было позже укреплено женитьбой внука Генри, Уильяма Форда, на Марте Файрстоун, внучке Харви. Они позже стали наследниками действующей «Форд Мото Компании».

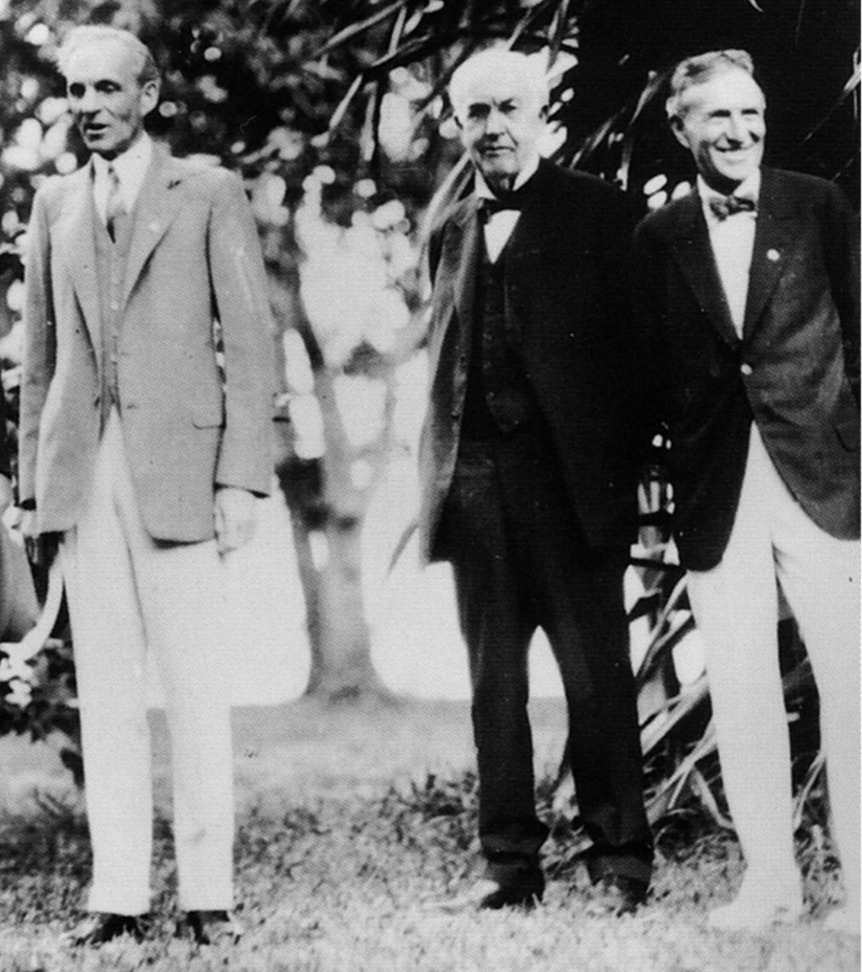
Генри Форд, Томас Эдисон и Гарви Файрстоун

Форд Файрстоун имел дело как с производством шин, так и с добычей каучука из деревьев. Одновременно компания имела резиновую плантацию в Либерии, территория покрывала более чем 4000 км² (1 млн акров).

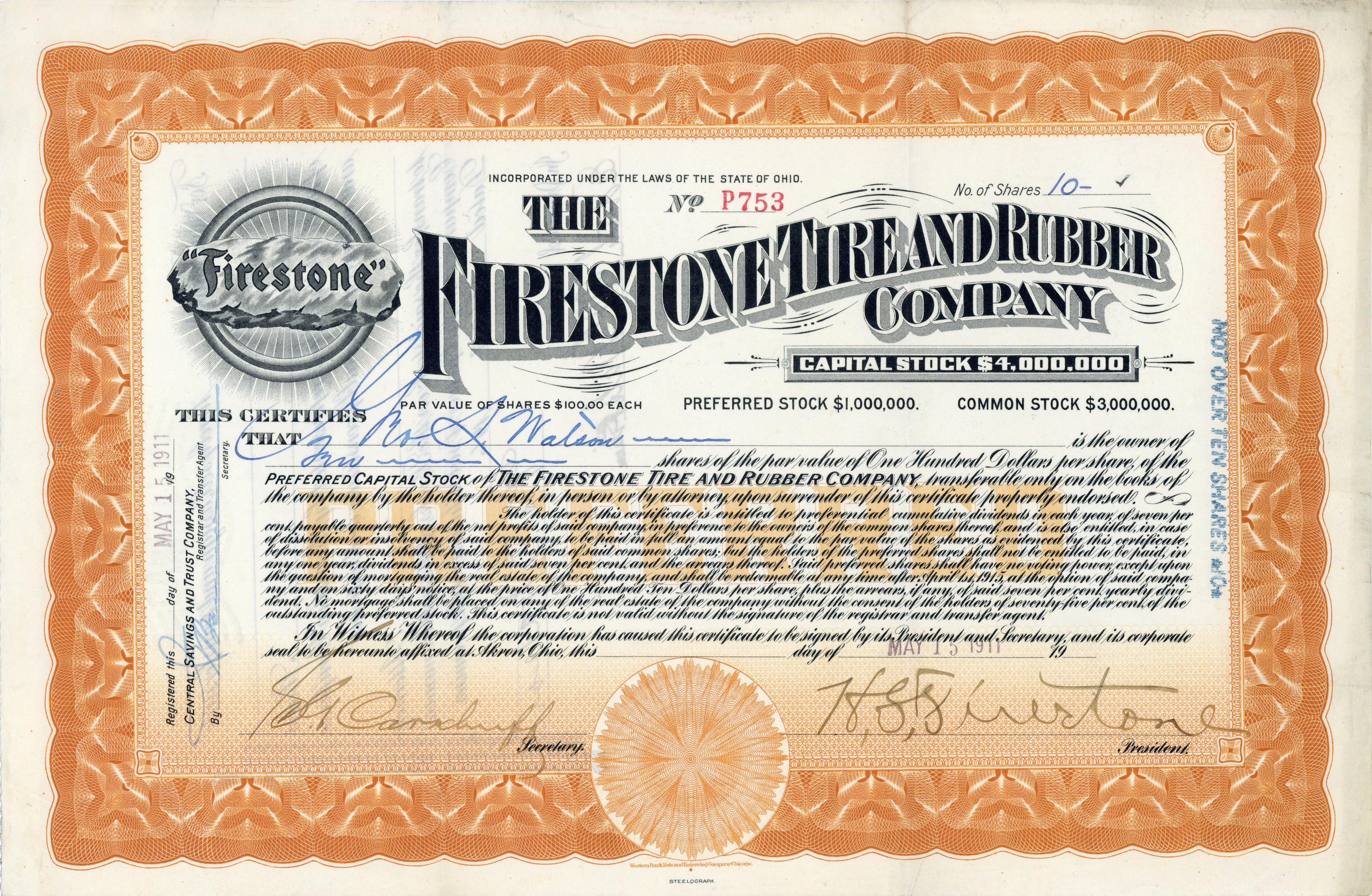
Привилегированная акция компании Firestone Tire and Rubber Company на 10 штук по 100 долларов каждая, выпущенная 15 мая 1911 года в Акроне, штат Огайо, подписанная собственноручно Гарви С. Файерстоуном в качестве президента

Во время Второй мировой войны компании по призыву правительства Соединённых Штатов стали производить армейские снаряды, алюминиевые бочки для продуктового транспорта и другие военные резиновые потребности. В 1938 году Файрстоун умер в загородной вилле в Майами-Бич, штат Флорида, в возрасте 69 лет.